# Melitaea bosniensis
Melitaea bosniensis är en fjärilsart som beskrevs av Curt Eisner 1942. Melitaea bosniensis ingår i släktet Melitaea och familjen praktfjärilar. Inga underarter finns listade i Catalogue of Life.